# まごまご嵐
『まごまご嵐』（まごまごあらし）は、2005年4月9日から2007年10月6日までフジテレビで『バニラ気分!』枠（土曜日：12:59 - 13:30、2006年9月までは13:15 - 13:56）の後半にて放送されていたバラエティ番組・紀行番組である。ジャニーズ事務所所属のアイドルグループ、嵐の冠番組。

## 概要
当初は順番にロケをする予定だったが、個々の活動が忙しくなり、合計としてロケの回数は大野の出演率が一番高く、次いで、相葉、櫻井、二宮、最後に松本。松本は極端に少なかった。
2007年10月20日からは『GRA』にリニューアルされた。

## 番組コーナー
嵐の一日孫になります
- 嵐のメンバーの内2人が各地の老夫婦のもとへ訪問し、一日だけ孫になる。
- まごまごは、孫と『まごまご』するに由来している。
- 2005年11月からは、『まごまご嵐のボート部シリーズ』がスタートした。

中華街留学
- 番組当初に存在したコーナーであり、横浜中華街で嵐のメンバーとゲストが中国語を習い、実践して成績をつけていた。累積成績トップのメンバーが北京語で歌ったクリスマスソングをCD化する際、ソロパートを歌うという企画。しかしCD化されることはなかった。
- ゲストとして太田光（爆笑問題）、ふかわりょう、長州小力らが出演した。

嵐の城下町
女性ゲスト（お姫様）を喜ばせるため、日本全国の城下町のグルメ・名所など女性ゲストにプレゼンし、3回勝負で嵐のメンバー2人が勝敗を競う企画。2006年からスタートした。
嵐の突撃!!こどもの晩ゴハン
子どもの親がいない間に晩ごはんを作り、どちらがおいしかったのか競争する。
嵐のお江戸発見伝
江戸時代の地図を頼りに、現在の町を散策するというもの。2007年2月24日からスタートした。

## 出演者
- 嵐
（大野智、櫻井翔、相葉雅紀、二宮和也、松本潤）
- ナレーター
  - 阿部知代（フジテレビアナウンサー）
  - 伊藤利尋（同）

## 放送内容

### 2005年
| 回 | 放送日   | コーナー                         | 内容                | 出演者        | ゲスト       |
| -- | -------- | -------------------------------- | ------------------- | ------------- | ------------ |
| 1  | 4月9日   | 1日孫になります                  |                     | 櫻井、相葉    |              |
| 2  | 4月16日  | 中華街留学                       |                     | 嵐            | 太田光       |
| 3  | 4月23日  | 1日孫になります                  | 養鶏                | 大野、櫻井    |              |
| 4  | 4月30日  | 中華街留学                       |                     | 嵐            | 太田光       |
| 5  | 5月7日   | 1日孫になります                  | 民宿                | 櫻井、相葉    |              |
| 6  | 5月14日  | 中華街留学                       |                     | 嵐            | ふかわりょう |
| 7  | 5月21日  | 1日孫になります                  | 漁師、海女          | 大野、二宮    |              |
| 8  | 5月28日  | 中華街留学                       |                     | 嵐            | 長州小力     |
| 9  | 6月4日   | 1日孫になります                  | 多古米、やまといも  | 相葉、二宮    |              |
| 10 | 6月11日  | 1日孫になります                  | 結婚初夜の物語      | 櫻井、二宮    |              |
| 11 | 6月18日  | 1日孫になります                  | 酪農                | 大野、櫻井    |              |
| 12 | 6月25日  | 1日孫になります                  | 柔道場              | 大野、松本    |              |
| 13 | 7月2日   | 1日孫になります                  | お土産屋            | 大野、二宮    |              |
| 14 | 7月9日   | 1日孫になります                  | トマト              | 相葉、二宮    |              |
| 15 | 7月16日  | 1日孫になります                  | コクラン、大正琴    | 櫻井、松本    |              |
| 16 | 7月23日  | 1日孫になります                  | ひいおばあちゃん    | 二宮、松本    |              |
| 17 | 7月30日  | 1日孫になります                  | 同窓会、遠足        | 大野、松本    |              |
| 18 | 8月6日   | 1日孫になります                  | アセロラ            | 大野、二宮    |              |
| 19 | 8月13日  | 1日孫になります                  | 自転車教習          | 櫻井、二宮    |              |
| 20 | 8月20日  | 1日孫になります                  | 時代劇映画          | 大野、櫻井    |              |
| 21 | 8月27日  | 1日孫になります                  | 野球                | 大野、松本    |              |
| 22 | 9月10日  | 1日孫になります                  | チアリーディング    | 大野、二宮    |              |
| 23 | 9月24日  | 1日孫になります                  | ボート              | 大野、櫻井    |              |
| 24 | 10月1日  | 1日孫になります                  | 大宴会              | 櫻井、二宮    |              |
| 25 | 10月8日  | 1日孫になります                  | 桶職人              | 櫻井、松本    |              |
| 26 | 10月15日 | 1日孫になります                  | りんご農園          | 櫻井、二宮    |              |
| 27 | 10月22日 | 1日孫になります                  | レンコン農家        | 櫻井、相葉    |              |
| 28 | 10月29日 | 1日孫になります                  | 熊狩り名人          | 相葉、二宮    |              |
| 29 | 11月12日 | まごまごボート部                 | 体力テスト          | 嵐            |              |
| 30 | 11月19日 | まごまごボート部                 |                     | 嵐            |              |
| 31 | 11月26日 | まごまごボート部                 |                     | 嵐            |              |
| 32 | 12月3日  | まごまごボート部                 |                     | 嵐            |              |
| 33 | 12月10日 | 1日孫になります まごまごボート部 | 食堂、神楽 緊急合宿 | 大野、二宮 嵐 |              |
| 34 | 12月17日 | まごまごボート部                 |                     | 嵐            |              |
| 35 | 12月24日 | まごまごボート部                 | レース              | 嵐            |              |

### 2006年
| 回 | 放送日   | 企画                                                             | 内容                                                             | 出演者     | ゲスト                            |
| -- | -------- | ---------------------------------------------------------------- | ---------------------------------------------------------------- | ---------- | --------------------------------- |
| 36 | 1月7日   | 1日孫になります                                                  | 豆腐屋                                                           | 大野、相葉 |                                   |
| 37 | 1月14日  | 1日孫になります                                                  | イチゴ農家                                                       | 大野、二宮 |                                   |
| 38 | 1月21日  | 1日孫になります                                                  | 納豆                                                             | 相葉、松本 |                                   |
| 39 | 1月28日  | 1日孫になります                                                  | 雪下し                                                           | 大野、松本 |                                   |
| 40 | 2月4日   | 1日孫になります                                                  | ダチョウ牧場                                                     | 相葉、松本 |                                   |
| 41 | 2月11日  | 1日孫になります                                                  | 寒天                                                             | 大野、松本 |                                   |
| 42 | 2月18日  | 1日孫になります                                                  | 船大工                                                           | 相葉、松本 |                                   |
| 43 | 2月25日  | 1日孫になります                                                  | カーネーション農家                                               | 相葉、二宮 |                                   |
| 44 | 3月4日   | 1日孫になります                                                  | 海苔漁、食堂                                                     | 二宮、松本 |                                   |
| 45 | 3月11日  | 1日孫になります                                                  | ヤギ                                                             | 大野、二宮 |                                   |
| 46 | 3月18日  | 嵐の城下町                                                       | 掛川城編                                                         | 嵐         | うつみ宮土理                      |
| 47 | 3月25日  | シルバー合コン（あらかわ遊園）                                   | シルバー合コン（あらかわ遊園）                                   | 嵐         |                                   |
| 48 | 4月1日   | 嵐の城下町                                                       | 館山城編                                                         | 大野、相葉 | 奈美悦子                          |
| 49 | 4月8日   | 1日孫になります                                                  | 人形職人                                                         | 大野、二宮 |                                   |
| 50 | 4月15日  | 1日孫になります                                                  | 外国人                                                           | 大野、相葉 |                                   |
| 51 | 4月22日  | 嵐の城下町                                                       | 鶴ヶ城編                                                         | 大野、相葉 | 井森美幸                          |
| 52 | 4月29日  | 1日孫になります                                                  | 竹の子                                                           | 大野、相葉 |                                   |
| 53 | 5月6日   | 嵐の城下町                                                       | 小田原城編                                                       | 櫻井、松本 | 森公美子                          |
| 54 | 5月13日  | 1日孫になります                                                  | キャベツ農家                                                     | 大野、櫻井 |                                   |
| 55 | 5月20日  | 嵐の城下町                                                       | 松本城編                                                         | 大野、相葉 | 島崎和歌子                        |
| 56 | 5月27日  | 1日孫になります                                                  | 甘夏農園                                                         | 櫻井、二宮 |                                   |
| 57 | 6月3日   | 嵐の城下町                                                       | 犬山城編                                                         | 相葉、二宮 | 松居直美                          |
| 58 | 6月10日  | 1日孫になります                                                  | 蕎麦屋                                                           | 大野、櫻井 |                                   |
| 59 | 6月17日  | 嵐の城下町                                                       | 長浜城編                                                         | 大野、相葉 | 加藤紀子                          |
| 60 | 6月24日  | 1日孫になります                                                  | ワラビ                                                           | 櫻井、二宮 |                                   |
| 61 | 7月1日   | 嵐の城下町                                                       | 忍城編                                                           | 相葉、二宮 | 瀬川瑛子                          |
| 62 | 7月8日   | 1日孫になります                                                  | 茶畑                                                             | 大野、松本 |                                   |
| 63 | 7月15日  | 嵐の城下町                                                       | 川越城編                                                         | 櫻井、松本 | 松原智恵子                        |
| 64 | 7月22日  | 1日孫になります                                                  | 城跡                                                             | 相葉、松本 |                                   |
| 65 | 7月29日  | 嵐の城下町                                                       | 大多喜城編                                                       | 櫻井、相葉 | 西川峰子                          |
| 66 | 8月5日   | 1日孫になります                                                  | 梨園                                                             | 大野、松本 |                                   |
| 67 | 8月12日  | 嵐の城下町                                                       | 高崎城編                                                         | 二宮、松本 | 戸田恵子                          |
| 68 | 8月19日  | 1日孫になります                                                  | 沖縄                                                             | 櫻井、二宮 |                                   |
| 69 | 8月26日  | シルバー合コン2                                                  | シルバー合コン2                                                  | 嵐         |                                   |
| 70 | 9月2日   | 嵐の城下町                                                       | 上田城編                                                         | 大野、松本 | 松居一代                          |
| 71 | 9月9日   | 1日孫になります                                                  | 桃農家                                                           | 相葉、松本 |                                   |
| 72 | 9月16日  | 1日孫になります                                                  | 松島                                                             | 櫻井、相葉 |                                   |
| 73 | 9月23日  | 1日孫になります                                                  | トテ馬車                                                         | 大野、二宮 |                                   |
| 74 | 9月30日  | 嵐の城下町                                                       | 二条城編                                                         | 大野、櫻井 | 東ちづる                          |
| 75 | 10月7日  | 突撃!こどもの晩ゴハン                                            | ナス対決                                                         | 櫻井、相葉 |                                   |
| 76 | 10月21日 | 全力投球!怒涛の90分SP                                            | 全力投球!怒涛の90分SP                                            | 嵐         |                                   |
| 77 | 10月28日 | 1日孫になります                                                  | ぶどう園                                                         | 相葉、二宮 |                                   |
| 78 | 11月4日  | 突撃!こどもの晩ゴハン                                            | ピーマン対決                                                     | 相葉、松本 |                                   |
| 79 | 11月11日 | 1日孫になります                                                  | キノコ狩                                                         | 大野、櫻井 |                                   |
| 80 | 11月18日 | 突撃!こどもの晩ゴハン                                            | キノコ対決                                                       | 相葉、二宮 |                                   |
| 81 | 11月25日 | 1日孫になります                                                  | 春菊農家                                                         | 櫻井、相葉 |                                   |
| 82 | 12月2日  | 突撃!こどもの晩ゴハン                                            | 肉料理対決                                                       | 大野、二宮 |                                   |
| 83 | 12月9日  | 1日孫になります                                                  | 畳職人                                                           | 相葉、松本 |                                   |
| 84 | 12月16日 | 突撃!こどもの晩ゴハン                                            | 魚料理対決                                                       | 大野、松本 |                                   |
| 85 | 12月23日 | おじいちゃん・おばあちゃん& チビッコもまとめて面倒みちゃいますSP | おじいちゃん・おばあちゃん& チビッコもまとめて面倒みちゃいますSP | 嵐         | インパルス 香坂みゆき、磯野貴理子 |

### 2007年
| 回  | 放送日  | 企画                                  | 内容                                  | 出演者     | ゲスト                     |
| --- | ------- | ------------------------------------- | ------------------------------------- | ---------- | -------------------------- |
| 86  | 1月6日  | 1日孫になります                       | みかん農家                            | 櫻井、相葉 |                            |
| 87  | 1月13日 | 突撃!こどもの晩ゴハン                 | 焼き魚対決                            | 櫻井、相葉 | 香坂みゆき                 |
| 88  | 1月20日 | 1日孫になります                       | 凧職人                                | 大野、二宮 |                            |
| 89  | 1月27日 | 突撃!こどもの晩ゴハン                 | 低カロリー料理対決                    | 二宮、松本 |                            |
| 90  | 2月3日  | 1日孫になります                       | 神輿職人                              | 大野、櫻井 |                            |
| 91  | 2月10日 | 突撃!こどもの晩ゴハン                 | 丼対決                                | 櫻井、相葉 | 森公美子                   |
| 92  | 2月17日 | 1日孫になります                       | しいたけ栽培                          | 大野、相葉 |                            |
| 93  | 2月24日 | お江戸発見伝!                         | 日本橋編                              | 櫻井、相葉 | アンジャッシュ             |
| 94  | 3月3日  | 突撃!こどもの晩ゴハン                 | マグロ対決                            | 大野、櫻井 | 奈美悦子                   |
| 95  | 3月10日 | お江戸発見伝!                         | 赤坂編                                | 大野、相葉 | ドランクドラゴン           |
| 96  | 3月17日 | 1日孫になります                       | ネギ農家                              | 櫻井、相葉 |                            |
| 97  | 3月24日 | 突撃!こどもの晩ゴハン                 | 中華料理対決                          | 大野、相葉 | まちゃまちゃ               |
| 98  | 3月31日 | お江戸発見伝!                         | 四谷編                                | 大野、櫻井 | 品川庄司                   |
| 99  | 4月7日  | 1日孫になります                       | 結婚式の秘密                          | 大野、相葉 |                            |
| 100 | 4月14日 | 突撃!こどもの晩ゴハン                 | 魚介料理対決                          | 相葉、松本 | 森公美子                   |
| 101 | 4月21日 | 相葉雅紀プロデュース101記念スペシャル | 相葉雅紀プロデュース101記念スペシャル | 嵐         |                            |
| 102 | 4月28日 | 1日孫になります                       | 山中湖ピクニック                      | 相葉、二宮 |                            |
| 103 | 5月5日  | お江戸発見伝!                         | 芝・愛宕編                            | 大野、櫻井 | 北陽                       |
| 104 | 5月12日 | 突撃!こどもの晩ゴハン                 | ピーマン対決                          | 櫻井、二宮 | 香坂みゆき                 |
| 105 | 5月19日 | 1日孫になります                       | 民宿                                  | 大野、櫻井 |                            |
| 106 | 5月26日 | お江戸発見伝!                         | 新宿編                                | 大野、相葉 | TIM                        |
| 107 | 6月2日  | 突撃!こどもの晩ゴハン                 | 野菜料理対決                          | 大野、相葉 | 髙田万由子                 |
| 108 | 6月9日  | 1日孫になります                       | ほうき職人                            | 櫻井、二宮 |                            |
| 109 | 6月16日 | お江戸発見伝!                         | 上野編                                | 大野、相葉 | スピードワゴン             |
| 110 | 6月23日 | 突撃!こどもの晩ゴハン                 |                                       | 大野、相葉 | 北斗晶                     |
| 111 | 6月30日 | 1日孫になります                       | 銭湯                                  | 大野、相葉 |                            |
| 112 | 7月7日  | お江戸発見伝!                         | 銀座編                                | 大野、相葉 | フットボールアワー         |
| 113 | 7月14日 | 突撃!こどもの晩ゴハン                 |                                       | 大野、相葉 | 森公美子                   |
| 114 | 7月21日 | 1日孫になります                       | 草刈り                                | 大野、相葉 |                            |
| 115 | 7月28日 | お江戸発見伝!                         | 浅草編                                | 大野、相葉 | レギュラー                 |
| 116 | 8月4日  | 突撃!こどもの晩ゴハン                 | パスタ対決                            | 相葉、松本 | 香坂みゆき                 |
| 117 | 8月11日 | 1日孫になります                       | ランチュウ                            | 大野、相葉 |                            |
| 118 | 8月18日 | 1日孫になります                       | 海の家                                | 大野、松本 |                            |
| 119 | 8月25日 | お江戸発見伝!                         | 深川編                                | 大野、松本 | まちゃまちゃ、ほっしゃん。 |
| 120 | 9月1日  | 突撃!こどもの晩ゴハン                 | 納豆対決                              | 大野、松本 | 髙田万由子                 |
| 121 | 9月8日  | 1日孫になります                       | かんぴょう農家                        | 相葉、松本 |                            |
| 122 | 9月15日 | 突撃!こどもの晩ゴハン                 | 野菜料理対決                          | 大野、松本 |                            |
| 123 | 9月22日 | お江戸発見伝!                         | 本郷編                                | 大野、相葉 | カラテカ                   |
| 124 | 9月29日 | 1日孫になります                       |                                       | 大野、松本 |                            |
| 125 | 10月6日 | 最終・総集編・孫リターンズ            | 人形職人                              | 大野、二宮 |                            |

## スタッフ
- 構成：堀田延、北本かつら、興津豪乃、及川浩和、岩本哲也
- リサーチ：P・Aライターズ、スコープ
- CAM：藤本裕武
- VE：大塚祐治
- 編集：渡辺篤、荘野佑介
- MA：日吉寛
- 音効：山本千秋
- CG：加藤和博、新名日出男
- 技術協力：イムプレス、TDKコア
- スタイリスト：籾井麻衣子、野村昌司
- ヘアメイク：服部幸雄
- 編成：松崎容子・浜野貴敏（共にフジテレビ）
- 協力：ジャニーズ事務所
- AD：岩井隆昌
- ディレクター：渡辺大祐、山中豪、山崎敏光、児山昌平
- AP：岩田うらら
- プロデューサー：李闘士男、神成欣哉
- 制作協力：リーライダーす
- 制作著作：フジテレビ

## ネット局
- フジテレビ（製作局）、石川テレビ、テレビ新広島、鹿児島テレビ ： 土曜12:59 - 13:30（「バニラ気分!」内）
- テレビ熊本 ： 土曜13:59 - 14:30（「バニラ気分!」内）
- テレビ宮崎 ： 火曜10:45 - 11:15
- 高知さんさんテレビ ： 火曜24:40 - 25:10

| フジテレビ 土曜午後 嵐 出演番組                                                                               | フジテレビ 土曜午後 嵐 出演番組                                                     | フジテレビ 土曜午後 嵐 出演番組                       |
| 前番組 | 番組名                                                                              | 次番組                                                |
| --- | ----------------------------------------------------------------------------------- | ----------------------------------------------------- |
| 嵐の技ありッ! ※12:00 - 12:55 （2004年4月3日 - 2005年3月26日）                                                 | まごまご嵐 （2005年4月9日 - 2007年10月6日） 【当番組からバニラ気分! 第2部での放送】 | GRA （2007年10月20日 - 2008年3月29日）                |
| フジテレビ 土曜12:59 - 13:15枠                                                                                |                                                                                     |                                                       |
| マツケン・今ちゃん・オセロのGO!GO!サタ ※12:00 - 13:15 【16分縮小して継続】 【当番組のみ『バニラ気分!』第1部】 | まごまご嵐 （2006年10月7日 - 2007年10月6日） 【当番組から『バニラ気分!』第2部】     | GRA ※12:59 - 13:30 （2007年10月20日 - 2008年3月29日） |
| フジテレビ 土曜13:15 - 13:30枠                                                                                |                                                                                     |                                                       |
| エンタ!見たもん勝ち ※13:00 - 14:00                                                                            | まごまご嵐 （2005年4月9日 - 2007年10月6日） 【当番組から『バニラ気分!』第2部】      | GRA ※12:59 - 13:30 （2007年10月20日 - 2008年3月29日） |
| フジテレビ 土曜13:30 - 13:56枠                                                                                |                                                                                     |                                                       |
| エンタ!見たもん勝ち ※13:00 - 14:00                                                                            | まごまご嵐 （2005年4月9日 - 2006年9月30日） 【当番組のみ『バニラ気分!』第2部】      | 土曜スペシャル ※13:30 - 15:30                         |